# 1951 en architecture
| Années de l'architecture : 1948 - 1949 - 1950 - 1951 - 1952 - 1953 - 1954    |
| Décennies de l'architecture : 1920 - 1930 - 1940 - 1950 - 1960 - 1970 - 1980 |

Cet article présente les faits marquants de l'année 1951 en architecture.

## Réalisations
- Achèvement de la maison Farnsworth de Ludwig Mies van der Rohe à Plano, Illinois.
- Opération 200 logements en 200 jours pour 200 millions de francs à Aix-en-Provence par Fernand Pouillon.

## Récompenses
- x

## Naissances
- 15 juin : Fernando Menis, architecte espagnol.
- 28 juillet : Santiago Calatrava Valls.

## Décès
- 22 août : Adolphe Schaeffer, architecte français († 26 septembre 1873).